# متحف الدينار والدرهم
متحف الدينار والدرهم هو متحف خاص للتراث الشعبي، يملكه عبد المجيد بن محمد الخريجي. ويقع المتحف في المدينة المنورة في السعودية.

## الموقع
يقع المتحف في المدينة المنورة ـ شارع قباء . ويشغل بناءً مسلحاً مستقلاً من دور واحد.

## مكونات ومقتنيات المتحف
يحتوي على مجموعة كبيرة من القطع التراثية تشمل أواني القهوة والضيافة العربية التي تشمل الدلال والمحاميس لحمس القهوة وكذلك طواحين القهوة، كما تشمل تلك المجموعة الرحي الحجرية التي تستخدم في جرش الحبوب وكذلك المراوح الخوصية والمكاييل الخشبية والأدوات الزراعية وبعض أدوات الإضاءة، وتشمل أيضاً العملات والنقود والمخطوطات والخرائط والصور القديمة. كما تشمل أيضاً مكائن الخياطة. .

## وصلات خارجية
- متحف الدينار والدرهم
- متحف الدينار والدرهم
- متحف الدرهم والدينار في المدينة المنورة تجربة فردية ناجحة